# Varsinaissuomalaisten laulu
Varsinaissuomalaisten laulu (svenska: Egentliga Finlands landskapssång) är landskapssången för Egentliga Finland. Sången har tonsatts av Toivo Louko och orden har skrivits av Väinö Kolkkala.

## Text
Helky laulu Auran rantain
silmä kirkas salamoi,
kaiu maine kauas kantain
minkä kunto kansan voi!
Täällä Suomen synnyinmuistot,
täällä työn ja tiedon puistot
virttä vapauden soi
virttä vapauden soi.
:,: Helky laulu, kaiu maine,
virttä vapauden soi.:,:
Auran rantamilla tähti
syttyi päälle Suomenmaan,
Auran rantamilta lähti
onni maahan ihanaan:
Kristinuskon, tiedon valta
nosti heimot kaikkialta
turvaks armaan synnyinmaan
turvaks armaan synnyinmaan.
:,: Helky laulu, kaiu maine,
virttä vapauden soi.:,:
Puhkes uudet tertut tuomeen,
aika aatteet uudet toi,
Auran rantamilta Suomeen
koitti kirkas huomenkoi.
Täällä Suomen synnyinmuistot,
täällä työn ja tiedon puistot
virttä vapauden soi
virttä vapauden soi.
:,: Helky laulu, kaiu maine,
virttä vapauden soi.:,:
Källa: